# 以柔克剛
《以柔克剛》是浦澤直樹於小學館週刊漫畫雜誌《Big Comic Spirits》1986年30號至1993年38號期間發表，以柔道為題材的日本漫畫作品。連載期間於1989年榮獲日本第35回小學館漫畫獎。單行本全29冊。漫畫文庫版全19冊。曾改編成動畫、電子遊戲、真人版電影。

## 劇情大綱
故事主角豬熊柔是天才柔道少女，她在柔道大師豬熊滋悟郎的教育下，已經擁有世界級的實力，但一直被滋悟郎作為秘密，滋悟郎逼迫柔必需在柔道大賽上一鳴驚人，贏得奧運金牌並獲頒國民榮譽獎，但柔只想做個「普通的女子」，成天研究烘焙和料理，並夢想著談一場戀愛。柔之所以排斥柔道其來有自，她從小就展現超凡的柔道才華，五歲那年就把自己的父親──柔道高手豬熊虎滋郎摔出去，虎滋郎因此出門修行，一去不回，而柔的母親玉緒為了找他也經常日本各地奔走。柔將家庭破碎歸咎與己身，不願踏入柔道界。
某日體育日報記者松田耕作意外見識到豬熊柔的柔道技術，認為她將是體育界明日之星，便不斷追著她尋找採訪機會，滋悟郎利用松田，讓柔獲得媒體關注，並讓稱霸多項體育賽事的千金小姐本阿彌沙也加視柔為勁敵，而沙也加的教練風祭進之介也對柔一見鍾情。落敗後的沙也加找虎滋郎擔任自己的教練。其後，柔協助武藏山高中柔道社在比賽中取勝，並且不顧爺爺反對，考進沒有柔道社的三葉女子短大家政科，而非體育名校西海大學。在奧委會主席訪日時，滋悟郎促使漢城奧運開辦無差別級柔道比賽，而他為了讓柔重回柔道場，也設計使得加拿大柔道好手茱蒂成為她的好友。茱蒂和柔約好要在賽場上相見，但茱蒂卻在的選拔中受傷，導致她沒能入選。
進入三葉女子短大後，柔結識了前芭蕾舞者伊東富士子，兩人結為至交，而富士子也成了柔最忠實的支持者，之後柔在漢城奧運中擊敗蘇聯強將提莉斯科娃，奪下奧運金牌。柔不願再從事柔道，富士子為了挽回此事，暗中創建柔道社。之後在柔和滋悟郎的指導下，這支全員都是新手的柔道社在觀摩賽中一鳴驚人，並在兩個月後於紫陽花盃中奪冠，柔在賽場上與沙也加對決並將其擊敗，與此同時，富士子的驚人實力也廣為大眾所知。為了尋找下落不明的父親，柔希望能進入旅行社就職，而她同時也約好要和富士子到南斯拉夫參加世界錦標賽。富士子敗給提莉斯科娃，無緣晉級，而柔擊敗蘇聯高手芙爾西茱娃，取得優勝。
柔畢業後進入鶴龜旅行社就職，然而因為上司羽衣的失誤和柔自己判斷錯誤，導致比賽和工作撞期，所幸在羽衣和松田的幫助下，柔兼顧了雙方平衡，在比賽中再次擊敗沙也加，也擊敗了摯友富士子，讓富士子喜極而泣。乘此之勢，鶴龜旅行社設立柔道部門，並安排柔參加巴塞隆納奧運。然而柔得知沙也加的教練是虎滋郎後，對柔道心灰意冷並放棄參加比賽，使她的連勝記錄中斷。在松田和富士子的鼓勵下，柔終於決定復出，並擊敗了在虎滋郎指導下脫胎換骨的沙也加，和富士子一同進軍巴塞隆納奧運。
在奧運會上，富士子首戰吞敗，但在敗部復活戰後取勝，拿下銅牌。而柔接連打敗了接受虎滋郎指導的法國高手瑪爾莎、蘇聯解體後背水一戰的提莉斯科娃，最終與好友茱蒂展開決戰。雙方對決激烈無比，最後柔以過肩摔擊敗茱蒂，拿下第二面奧運金牌，也獲得國民榮譽獎。松田即將被調派到美國，臨別之際，多年以來互有好感的松田和柔互相傾訴了心意，故事就此作結。

## 登場人物

### 豬熊家
豬熊柔（配音：皆口裕子）
昭和44年（西元1969年）12月8日生。柔道天才少女，個性體貼、堅持理想（如尋常女子般談戀愛、逛百貨公司等），相貌酷似年輕時的奶奶。五歲時與父親進行柔道練習，以巴投摔倒父親而受祖父大力讚揚，而母親則在一旁啜泣（根據阿柔回憶）。自此父親外出進行長期柔道修業旅途；母親因擔心其丈夫安危，數度前往日本各地尋找其丈夫行蹤。因父母的境遇，以及有別於一般同學的日常生活，讓她逐漸認為家人的不幸起源於柔道，對柔道心生厭倦。但在爺爺的極力培訓、好友的鼓勵及記者松田耕作的採訪關切下，無法完全割捨與柔道的緣份。先後就讀畢業於武藏山高中及三葉女子短期大學；在完成與爺爺的約定（與法國塞納大學進行女子柔道團體練習比賽獲勝）後，就業於鶴龜旅行社。就業初期因金牌光環使得公司從上到下沒人敢要求她做事，不過在阿柔自己謙虛且積極的個性下，終於融入了公司的環境，也如願成為旅行社的櫃台接待小姐。
阿柔在柔道上具有極高的天分，加上累積多年的苦練底子，雖然體型嬌小，但懂得善用速度和反應優勢取勝，擅長過肩摔等立技，寢技也具有相當水準。除了一次棄權以外，國內外賽事皆取得全勝的紀錄。陸續奪得了1988年漢城奧運女子柔道無差別級表演賽金牌、1992年女子柔道48公斤以下級金牌和無差別級金牌，並如爺爺的期望獲頒國民榮譽獎，而阿柔也有意願繼續參加1996年亞特蘭大奧運會。故事的最後，在松田耕作前往美國的前夕與他互相告白。
豬熊滋悟郎（配音：永井一郎）
大正3年（西元1914年）生，山形縣人。阿柔的祖父，著名柔道選手和柔道評論家。曾著書《柔道不是一日所成》，受到柔道界無數後起之秀所崇拜。因為年輕時奧運未有加入柔道項目，因此無法參與奧運；此事令他耿耿於懷，希望孫女阿柔替他完成心願，於是不斷利誘威迫她參加柔道比賽、摘下奧運金牌並取得國民榮譽獎。非常熱愛美食，總是零食不離手。性格自負且唯我獨尊，愛出風頭，知道兒子與自己公然為敵也無所畏懼，因為兒子是偉大的自己所調教出來的。除了阿柔，也親自指導過伊東富士子及花園薰，以及三葉女子短大的柔道社，不過卻拒絕了擔任本阿彌沙也加教練的邀請。
豬熊玉緒（配音：藤田淑子）
阿柔的母親，是個體諒家人的善心婦人。自從丈夫不告而別、開始進行長期柔道修業旅途後，因擔心丈夫安危而數度前往日本各地尋覓探索丈夫行蹤，在家時經常扮演女兒阿柔與公公滋悟郎相互衝突之際的居中斡旋者。做菜手藝極佳，每每都能在滋吾郎生氣的時候用料理的美味分散他的注意力。
豬熊虎滋郎（配音：岡部政明）
阿柔的父親，跟父親滋悟郎同是一名柔道狂熱份子。女兒阿柔在五歲時意外打贏虎滋郎，令虎滋郎大受衝擊，決心離家出走修練柔道。先後擔任本阿彌沙也加及法籍柔道運動員瑪爾莎的教練。外人認為虎滋郎為了向阿柔和滋悟郎報復，故意幫助阿柔的敵人；其實他是為了追求柔道最高境界，也為了要阿柔發揮柔道天分。性格嚴肅沉默，但跟父親一樣熱愛美食。在阿柔於1992年巴塞隆納奧運48公斤以下金牌戰擊敗瑪爾莎之後，終於現身在阿柔面前，肯定阿柔的成長及進步。雖然繼續在法國擔任柔道教練，但給了阿柔他的住址及聯繫方式。
豬熊金子（配音：皆口裕子）
滋悟郎的妻子，阿柔的祖母，原姓牛尾。

### 每日體育報報社
松田耕作（配音：關俊彦）
昭和37年（西元1962年）生，山形縣人。文字記者，最先發掘阿柔不為人知的一面。受到阿柔在街上以一本背負（過肩摔）制服流氓的情景所衝擊，不斷企圖報導柔道少女的新聞。起初只是為了製造驚人的體育新聞，後來不自覺地愛上阿柔，鼓勵她面對各種困難。故事的最後因為報社工作外派至美國紐約取代受傷的同事，登機前終於與阿柔互相告白。
動畫版他的父親（配音：藤本讓）和母親（配音：佐佐木優子→鈴木黎子）有登場。
鴨田（配音：茶風林）
攝影記者。頂著一頂鳳梨頭。與松田耕作搭擋時，一同發掘採訪阿柔。後來因應報社人事變動，與松田耕作拆夥調任採訪影藝新聞。
加賀邦子
攝影記者。繼鴨田之後，成為松田耕作的第二任攝影助手。身材豐滿，愛騷首弄姿，自覺是松田的女友，故意為難阿柔。
編輯長（配音：岸野一彥）
對松田的報導風格又愛又恨，卻又無法沒有他的中年主管。在阿柔獲得國民榮譽獎之後，命令松田單赴美國。

### 本阿彌家與關係者
本阿彌沙也加（配音：鷹森淑乃）
昭和44年生。旗下擁有眾多事業的本阿彌集團的富豪千金，好强、目空一切，為追求勝利而參與各種運動，因其得天獨厚的運動天分，在各領域皆取得極佳的成績，只有在柔道方面從來未勝過阿柔，在柔道和情場上均視阿柔為勁敵。多次挑戰阿柔均未能獲勝，且皆是受到過肩摔一招定勝負。受到豬雄虎滋郎訓練後實力大有突破，在與阿柔爭奪1992年巴塞隆納奧運選手權之戰中使阿柔陷入苦戰，可惜於比賽結束前再度落敗。經過此戰之後，沙也加的實力已受到阿柔的肯定，而沙也加也開始承認阿柔的實力與她並列世界第一。
本阿彌錦之助（配音：鈴木泰明）
沙也加的父親，本阿彌集團的老闆，非常寵沙也加，也與眾多政經商界大老關係良好。欣賞風祭進之介，把本阿彌旅行社的業務交給他經營。
沙也加的母親（配音：近藤高子）
沙也加的母親，與沙也加一樣愛慕虛榮，且認為凡事皆可用錢解決。
德永（配音：島田彰）
本阿彌的管家，年紀較大的老先生，對沙也加任性的要求習以為常，總是忠實地履行職責。
風祭進之介→本阿彌進之介（配音：神谷明）
昭和40年（西元1965年）生，老家經營風祭酒造。本為沙也加的柔道教練（後由豬熊虎滋郎取代而轉為陪練），花花公子一名，對女孩非常有一套，但風流英俊的表面下，是個膽小好色的笨蛋。個性容易在眾人面前極度緊張，因此雖然柔道上有實力卻始終無法在賽場上發揮，因而沒有取得過什麼實績。從小有留學英國的經驗，因此講得一口好英文。喜歡阿柔（亦自以為阿柔喜歡自己），卻因為金錢關係，無法走出沙也加的股掌之中。誤打誤撞下入贅成了沙也加的丈夫，成為本阿彌進之介，後悔莫及。

### 伊東家、花園家
伊東富士子→花園富士子（配音：川島千代子）
阿柔在三葉女子短期大學的同學。曾是芭蕾舞蹈員，因為不斷增高只好放棄心愛的芭蕾舞，也因此個性變得有些陰沉。為鼓勵阿柔成為柔道運動員，自己也參與其中，展開人生精彩另一頁。柔軟度極高，學舞的底子讓富士子學起柔道進步非常快，擅長在柔道場上和對手鬥耐力，但從小就有的賽場緊張問題始終困擾著她。滋悟郎稱她為「長腿姊姊」，身高175cm（動畫版是180cm）。於1992年巴塞隆納奧運透過敗部復活戰奪取銅牌，後決定引退，專心扮演好媽媽的角色。
花園薰（配音：菅原正志）
阿柔的高中同學，曾為武藏山高中柔道部主將，高中畢業後就讀蛯天堂大學。受到阿柔的鼓勵而繼續柔道生涯，雖然資質不高卻非常努力練習，在受到滋悟郎及阿柔親自訓練後實力大有長進。後來搭上富士子，生米煮成熟飯，奉子成婚。為養妻活兒而過著半工讀的生活。
花園富薰子（配音：興梠里美）
富士子和花園的女兒，外貌呆呆，哭泣聲特大。
富士子的父親（配音：東尚樹）
家中經營茶店「伊東園」，對女兒又寵又擔心，也不敢抱太大的期望。但內心還是非常支持富士子做她想做的事。
富士子之母親（配音：巴菁子）
與丈夫一起經營茶店「伊東園」，一樣對女兒又寵又擔心，也不敢抱太大的期望。

### 柔道選手
藤堂由貴（配音：峰敦子）
日本著名的72公斤以上級女子柔道選手，外型特色為像花園薰一樣的圈型香腸嘴。與阿柔的出道表演賽遭一勝過肩摔落敗後，從此視阿柔為日本女子無差別級柔道比賽的勁敵。雖然柔道技巧和資質並非特別突出，但憑其過人的氣勢及不服輸的毅力，在國內賽事經常取得72公斤以上級的優勝，被視為日本國內該量級的第一把交椅，並屢屢取得國際賽代表權。然而之後多次挑戰無差別級比賽皆無法戰勝阿柔，或與阿柔對陣之前就已被其他選手擊敗。於1992年的巴塞隆納奧運第三度落敗給古巴選手瑪爾吉尼斯後，萌生引退的念頭，希望變回普通女孩子一樣過生活、談戀愛。
茱蒂·洛克威爾（Judy Rockwell，配音：一城美由希）
出身加拿大的女子柔道72公斤以上級選手，體型壯碩，但速度、技巧及平衡性皆佳。為了與阿柔對決而來到日本，且熬夜努力學習日文來與阿柔溝通。丈夫為職業舉重選手，結婚時幫阿柔買了機票，邀請她飛往加拿大參加婚宴。性格友善開朗，是阿柔的好朋友，也視阿柔為柔道壇上的勁敵。雖然茱蒂多次希望跟阿柔對決，但從在日本豬熊家道場的私下練習賽以來，一直等了6年，才終於在1992年巴塞隆納奧運金牌戰等到兩人第一次在賽場上的正式對決。
安娜·提莉斯科娃（Anna Teleshikova，配音：水谷優子）
蘇聯的72公斤以上級女子柔道選手，出身烏克蘭，6歲時被教練發掘柔道的天賦，而引薦前往蘇聯加入國家隊栽培。身型高大，壯碩精實。留著一頭幹練的短髮，個性冷酷頑強，典型共產主義國家培養出來的運動機器（原著稱「精密機械」）。1988年於漢城奧運無差別級比賽冠軍戰與阿柔對戰，此時的阿柔因怒氣而有失冷靜，中了安娜的裏投而昏迷片刻才清醒，兩人一路激戰到比賽結束前三秒才由阿柔靠著過肩摔取勝。敗給阿柔之後，更視阿柔為終生唯一勁敵。原本想在1992年巴塞隆納奧運上雪恥，卻不幸碰上蘇聯解體，頓時失去國家支援而無法持續進行訓練，甚至連能否參賽都成問題。所幸後來還是得以代表EUN（聯合隊，即奧林匹克運動會獨立國協代表團）出賽，與阿柔在無差別級準決賽上碰頭，激戰後再度敗給阿柔，但體會了柔道的樂趣所在。
在豬雄滋吾郎的引薦下，喜歡上了日本的甜食。
貝爾坎絲（配音：佐佐木留恩）
比利時的模特兒兼72公斤以下級女子柔道選手，身材姣好。於1988年漢城奧運準決賽和阿柔對陣，對阿柔驚人的實力相當畏懼，在場上過於謹慎，以至於被裁判警告，但最後還是被阿柔以過肩摔擊敗。之後自柔道界引退，專注在模特兒事業上。
金英淑（配音：林玉緒）
韓國的48kg以下女子柔道選手。被稱為韓國的秘密武器。曾在環遊世界一周的武者修行最終戰輸給沙也加，後在1988年漢城奧運48kg以下的決賽中再度跟她對決，兩人實力不分軒輊，結果最後比賽時間到，靠著判定擊敗沙也加並取得金牌。
芙爾西茱娃
出身蘇聯的女子柔道48公斤級選手，與阿柔初戰於第六回南斯拉夫貝爾格勒世界女子柔道選手權大賽決賽。與安娜·提莉斯科娃於蘇聯解體後，考慮來到日本從事柔道教練的工作。
克莉絲汀·亞當斯
出身加拿大的72公斤以下級女子柔道選手，身型高大。在茱蒂・洛克威爾的婚禮表演賽上敗給豬熊柔後，於第六回南斯拉夫貝爾格勒世界女子柔道選手權大賽時由66公斤級再減重至61公斤級，是花園（舊姓：伊東）富士子在第25回巴塞隆納奧運（動畫版為第26回亞特蘭大奧運）女子柔道61公斤級比賽的勁敵。
瑪爾莎（配音：荒木香惠）
出身法國的女子柔道48公斤級選手。豬熊虎滋郎帶著本阿彌沙也加在法國巡迴踢館訓練的過程中發掘了瑪爾莎，其後受豬熊虎滋郎的調教，和阿柔一樣體型嬌小，擅長過肩摔，且取勝的速度極快。是豬熊柔在第25回巴塞隆納奧運(動畫版為第26回亞特蘭大奧運)女子柔道48公斤級比賽的勁敵。於金牌戰敗給阿柔之後，還是繼續跟在豬熊虎滋郎身邊學習。
瑪爾吉尼斯（配音：水原琳）
出身古巴的72公斤以上級女子柔道選手，身型高大，膚色黝黑。三度在國際賽事中擊敗同量級的日本選手藤堂由貴，擅長谷落。

### 柔道相關人士
祐天寺豪造（配音：仲木隆司）
西海大學柔道部監督，有張明顯的大臉。與豬熊滋吾郎一樣，希望網羅阿柔進入名列前茅的西海大學柔道部，卻始終無法獲得阿柔的首肯。祐天寺同時也是日本國內柔道界的領袖，握有推薦各量級選手的提名權。
波魯納雷夫（配音：上田敏也）
法國塞納大學柔道部教練。同時是奧委會主委，有權決定賽事種類及安排。在看了阿柔陸續擊敗體型比她大得多的對手以後，對柔道的深度及可看性大為讚揚，因而新增了無差別級賽程（此為劇情需要而杜撰，實際柔道賽事皆為重量分級賽程，見1988年夏季奧林匹克運動會柔道比賽、1992年夏季奧林匹克運動會柔道比賽）。
塔馬蘭奇（配音：矢田稔）
國際奧林匹克委員會會長。與本阿彌錦之助是洛杉磯奧運以來的熟識。在看了阿柔的比賽以後因為深受感動，而決定舉辦無差別級賽程。
犀藤（配音：西尾德）
男子柔道冠軍，擔任多場比賽解說員，有點喜歡阿柔。
石倉（配音：稻葉實）
筑紫大學柔道部教練。他帶領的團隊曾在紫陽花杯大學女子柔道團體對抗賽中，敗給以阿柔為代表的三葉女子短大。在那之後，以戰勝三葉女子短大為目標，結果又再度敗給三葉女子短大。
山下泰裕（配音：藤本讓）
解說者。以前曾經跟虎滋郎進行柔道的對決。本人曾在真人電影版中客串。

### 武藏山高校
香（配音：松岡洋子）
體型肥碩的女性，阿柔高中時的朋友。高校畢業後未再登場。
和美（配音：光野榮里）
戴眼鏡的女性，阿柔高中時的朋友。高校畢業後未再登場。
清水（配音：冬馬由美）
體型纖細的女性，阿柔高中時的朋友。高校畢業後未再登場。
錦森廣之（配音：三矢雄二）
阿柔高中時的暗戀對象，長相英俊頗受異性歡迎，後朝藝能界發展，卻因無法一炮而紅，只能委屈擔綱犧牲形象的小角色而顯得憤世嫉俗。
河野
武藏山高校柔道部成員。高校畢業未再學習柔道。與安井、畑山、富岡4人後來一起在阿柔參加奧運的電視轉播中幫她加油打氣。
安井（配音：菅原淳一）
武藏山高校柔道部成員，面頰削瘦。
畑山（配音：櫻井敏治）
武藏山高校柔道部成員，體型稍胖。
富岡（配音：卷島直樹）
武藏山高校柔道部成員，體型較胖。
須藤（配音：鹽屋翼）
武藏山高校柔道部新生成員，個性叛逆，畢業後到壽司店當學徒，受了不少挫折，但受到電視轉播中阿柔在奧運會上的奮戰精神鼓舞，而再次振作磨練壽司技術。

### 三葉女子短大柔道部
南田陽子（配音：鈴木三枝）
暱稱「南田（日语：ナンダ）」。陸續被許多男朋友（19名以上）甩掉過，因而痛恨男人，化悲憤為力量學習柔道，在場上有相對較佳的表現。畢業後任職女警。
日陰今日子（配音：冬馬由美）
暱稱「今今（日语：キョンキョン）」。體型比阿柔還嬌小的陰沉女性（36公斤），體弱多病，比賽時雖然幾乎都被擊敗，但在阿柔的指導下有過數次出人意料的表現，且想報答阿柔的心讓她具有很強的意志力。畢業後成為保母。
四品川小百合（配音：東美江）
體型肥碩的女性，非常愛吃，因為想減肥而進入柔道社(不過似乎沒有顯著效果)。比賽時靠著體重壓制對方偶有成效。家中經營食堂。畢業後任職於超市。
小田真理（配音：齊藤庄子）
暱稱「馬利蓮（日语：マリリン）」。搔首弄姿且性觀念開放的女性，經常在車上被吃豆腐或遭人搭訕，卻始終不改暴露的穿著。因為希望沾光媒體才學習柔道，在賽場上幾乎毫無表現。畢業前就遭A片經紀人相中，畢業後成為AV女優及從事性交易。

### 鶴龜旅行社
大田黑（配音：龜井三郎）
鶴龜旅行社的社長，在阿柔前往鶴龜旅行社面試後，一直視阿柔為從天而降的珍寶，非常希望拉攏阿柔就職，以為業績衰退的鶴龜旅行社宣傳，卻在面對其他企業高調搶才之下顯得自信不足。但最後卻因為誠懇的態度與阿柔本身的意願，成功招入了阿柔成為鶴龜旅行社的新進員工。
在阿柔就業的初期，由於阿柔帶來的宣傳效果與商機，而使得大田黑社長陷入讓阿柔接待客戶賺錢或參加比賽宣傳公司形象的兩難中，最後還是憑著本身對柔道的熱愛而讓阿柔全心參賽。兩度在阿柔與敵對集團的本阿彌沙也加出賽時，以贊助商的身分在賽場旁放置「誠摯的鶴龜旅行社」看板，以期能留下阿柔在看板前將沙也加摔出去的畫面做為宣傳。在阿柔就職一段時間以後，也出資在公司內成立了柔道部，並由豬雄滋吾郎擔任顧問。雖然這與阿柔最初因為鶴龜旅行社沒有柔道部才希望就職的初衷相違背，但在阿柔下定決心要繼續練柔道之後，這個柔道部也成為後來阿柔與富士子備戰1992年巴塞隆納奧運的重要訓練場所。
在1992年的巴塞隆納奧運，鶴龜旅行社特別派出了50人的奧運加油團，專程為阿柔加油。
羽衣（配音：西川幾雄）
阿柔在鶴龜旅行社任職時的主管，在工作上的打混摸魚是出了名的係長，一直過著得過且過的人生。由於公司高層希望阿柔不要有工作上的壓力，可以專心練柔道為公司宣傳，因而把這位慵懶的主管指派給阿柔。本身是深度柔道迷，也一直受到松田耕作充滿熱情的報導所鼓舞。其後受到阿柔的真誠與努力所感動，而在工作上和家庭關係都有所突破。
在1992年的巴塞隆納奧運，擔任鶴龜旅行社特別派出的50人奧運加油團導遊，專程為阿柔加油。

### 其他
柔道比賽實況轉播員（配音：大塚芳忠）
動畫版每一集登場的實況轉播員雖然長像不一樣，但是都由同一位配音員擔任。
其他也有高山南、橫山智佐、矢島晶子負責其他小角色的配音演出。

## 出版書籍
單行本
| 卷數 | 小學館         | 小學館             | 東立出版社     | 東立出版社         |
| 卷數 | 發售日期       | ISBN               | 發售日期       | ISBN               |
| ---- | -------------- | ------------------ | -------------- | ------------------ |
| 1    | 1987年4月30日  | ISBN 4-09-181341-0 | 1995年9月15日  | ISBN 957-34-3074-6 |
| 2    | 1987年8月29日  | ISBN 4-09-181342-9 | 1995年10月15日 | ISBN 957-34-3075-4 |
| 3    | 1987年11月30日 | ISBN 4-09-181343-7 | 1995年11月20日 | ISBN 957-34-3076-2 |
| 4    | 1988年1月30日  | ISBN 4-09-181344-5 | 1995年12月20日 | ISBN 957-34-3077-0 |
| 5    | 1988年4月27日  | ISBN 4-09-181345-3 | 1996年1月20日  | ISBN 957-34-3078-9 |
| 6    | 1988年8月30日  | ISBN 4-09-181346-1 | 1996年2月10日  | ISBN 957-34-3079-7 |
| 7    | 1988年10月29日 | ISBN 4-09-181347-X | 1996年3月10日  | ISBN 957-34-3080-0 |
| 8    | 1988年12月19日 | ISBN 4-09-181348-8 | 1996年4月5日   | ISBN 957-34-3081-9 |
| 9    | 1989年3月30日  | ISBN 4-09-181349-6 | 1996年5月5日   | ISBN 957-34-3082-7 |
| 10   | 1989年6月30日  | ISBN 4-09-181350-X | 1996年6月5日   | ISBN 957-34-3083-5 |
| 11   | 1989年9月30日  | ISBN 4-09-182111-1 | 1996年8月20日  | ISBN 957-34-3854-2 |
| 12   | 1989年12月19日 | ISBN 4-09-182112-X | 1996年9月10日  | ISBN 957-34-3855-0 |
| 13   | 1990年3月30日  | ISBN 4-09-182113-8 | 1996年10月20日 | ISBN 957-34-3922-0 |
| 14   | 1990年6月30日  | ISBN 4-09-182114-6 | 1996年10月20日 | ISBN 957-34-3923-9 |
| 15   | 1990年8月30日  | ISBN 4-09-182115-4 | 1996年11月25日 | ISBN 957-34-4221-3 |
| 16   | 1990年10月30日 | ISBN 4-09-182116-2 | 1996年12月15日 | ISBN 957-34-4222-1 |
| 17   | 1991年3月30日  | ISBN 4-09-182117-0 | 1996年12月15日 | ISBN 957-34-4382-1 |
| 18   | 1991年6月29日  | ISBN 4-09-182118-9 | 1997年1月10日  | ISBN 957-34-4383-X |
| 19   | 1991年9月30日  | ISBN 4-09-182119-7 | 1997年2月10日  | ISBN 957-34-4460-7 |
| 20   | 1991年12月17日 | ISBN 4-09-182120-0 | 1997年2月10日  | ISBN 957-34-4461-5 |
| 21   | 1992年3月30日  | ISBN 4-09-182801-9 | 1997年3月20日  | ISBN 957-34-4595-6 |
| 22   | 1992年5月29日  | ISBN 4-09-182802-7 | 1997年3月20日  | ISBN 957-34-4596-4 |
| 23   | 1992年7月30日  | ISBN 4-09-182803-5 | 1997年4月20日  | ISBN 957-34-4709-6 |
| 24   | 1992年10月30日 | ISBN 4-09-182804-3 | 1997年4月25日  | ISBN 957-34-4710-X |
| 25   | 1993年3月30日  | ISBN 4-09-182805-1 | 1997年5月20日  | ISBN 957-34-4870-X |
| 26   | 1993年4月28日  | ISBN 4-09-182806-X | 1997年5月25日  | ISBN 957-34-4871-8 |
| 27   | 1993年6月30日  | ISBN 4-09-182807-8 | 1997年6月15日  | ISBN 957-34-4891-2 |
| 28   | 1993年9月30日  | ISBN 4-09-182808-6 | 1997年6月20日  | ISBN 957-34-4892-0 |
| 29   | 1993年10月29日 | ISBN 4-09-182809-4 | 1997年7月10日  | ISBN 957-34-5222-7 |

文庫版
| 卷數 | 小學館         | 小學館             |
| 卷數 | 發售日期       | ISBN               |
| ---- | -------------- | ------------------ |
| 1    | 1998年7月17日  | ISBN 4-09-192281-3 |
| 2    | 1998年7月17日  | ISBN 4-09-192282-1 |
| 3    | 1998年8月8日   | ISBN 4-09-192283-X |
| 4    | 1998年8月8日   | ISBN 4-09-192284-8 |
| 5    | 1998年9月17日  | ISBN 4-09-192285-6 |
| 6    | 1998年9月17日  | ISBN 4-09-192286-4 |
| 7    | 1998年10月17日 | ISBN 4-09-192287-2 |
| 8    | 1998年10月17日 | ISBN 4-09-192288-0 |
| 9    | 1998年11月17日 | ISBN 4-09-192289-9 |
| 10   | 1998年11月17日 | ISBN 4-09-192290-2 |
| 11   | 1998年12月12日 | ISBN 4-09-192291-0 |
| 12   | 1998年12月12日 | ISBN 4-09-192292-9 |
| 13   | 1999年1月16日  | ISBN 4-09-192293-7 |
| 14   | 1999年1月16日  | ISBN 4-09-192294-5 |
| 15   | 1999年2月17日  | ISBN 4-09-192295-3 |
| 16   | 1999年2月17日  | ISBN 4-09-192296-1 |
| 17   | 1999年3月16日  | ISBN 4-09-192297-X |
| 18   | 1999年3月16日  | ISBN 4-09-192298-8 |
| 19   | 1999年3月16日  | ISBN 4-09-192299-6 |

## 動畫

### 電視動畫
以《以柔克剛 a fashionable judo girl！》為標題，日本由日本電視網在1989年10月16日－1992年9月21日；每週一晚間19時30分－20時00分首播，全124話（第54、55話為總集篇）。
讀賣電視台與Kitty film製播，動畫實質製作由MADHOUSE擔當。平均收視率14.7%，最高收視率19.7%。
動畫播出之後，作品有設定時間是在巴塞隆納奧運之前，因此每話尾聲都有標示“距離巴塞隆納奧運開幕還有×××天”（×××為數字，指距離巴塞隆納奧運開幕典禮剩餘日數）。而動畫中的劇情發展速度與原作連載進度一致，第124話故事的最後是在巴塞隆納奧運開幕之前終了。動畫終了之後，1993年7月26日發行的《Big Comic Spirits》34號刊登了主角參加巴塞隆納奧運無差別級決勝的完結篇。後來在1996年舉辦亞特蘭大奧運的這一年，以電視動畫特別篇（下述）標題在「金曜ROAD SHOW！」時段播出完結篇。
之後該動畫陸續在富士電視台ONE（舊名：富士電視台739）與富士電視台NEXT再放送（富士電視台739放送前也有在日視Plus&Science（現名：日視Plus）、Kids Station、衛星劇場播出）。2015年由Animax取得播映權的時候，以高畫質的數位修復內容播出，將每話尾聲會出現「距離巴塞隆納奧運開幕還有×××天」字幕的橋段剪掉，主題歌最後和進廣告之前的片段用不自然的畫面暗轉特效做過處理。日本最近在無線電視播出是在2016年，由千葉電視台取得高畫質的修復版本。2017年11月開始在朝視頻道2播出高畫質的數位修復內容版本。

#### 製作人員
- 原作：浦澤直樹
- 製作：多賀英典（第1－102話）、伊地知啓（第103－124話）
- 企畫：落合茂一
- 製作人：諏訪道彥（讀賣電視台）、丸山正雄、鈴木聰、向井達也
- 導演：時田廣子
- 劇本統籌：井上敏樹
- 人物設定：兼森義則（日语：兼森義則）
- 美術監督：池田祐二
- 設定：浦達彥
- 色彩設計：中村美知子
- 音響監督：浦上靖夫（日语：浦上靖夫）
- 音樂：森英治（日语：森英治）（PICASSO（日语：ピカソ (バンド)））、AXISS
- 效果：松田昭彥（Fizz Sound Creation）
- 攝影監督：石川欣一→福田岳史
- 特殊效果：谷藤薰兒
- 美術：高田茂祝、古村敏幸、西川增水、長崎齊、田村盛揮、桐山成代、池田裕二、朴兼康一、上原伸一
- 攝影：三晃Prodution、高橋Production、
- 標題：
- 工作室：APU MEGURO Studio
- 整音：大城久典
- 錄音製作：AUDIO PLANNING U（日语：AUDIO PLANNING U）
- 助理製作人：向井達也、大武正弘、堀口良則
- 製作編輯：大武正弘→小林智樹
- 製作協助：MADHOUSE、渡邊Promotion、MOOK DLE
- 製作：讀賣電視台、Kitty film

#### 主題歌
片頭曲
「（中文：Miracle Girl）」（第1話－第43話）
作詞：亞伊林，作曲：藤井宏一，編曲：根岸貴幸，主唱：永井真理子
「（中文：將吻之花束獻給大雨）」（第44話－第81話）
作詞：岩里祐穗，作曲：KAN，編曲：佐藤準，主唱：今井美樹
只收錄在專輯「retour」，並無單曲發售。動畫播出直到中段都使用第2輪的歌詞。
「（中文：別認輸了女孩子）」（第82話－第102話）
作詞、作曲、主唱：原由子，編曲：小林武史
「YOU AND I」（第103話－第124話）
作詞、作曲：陣内大藏，編曲－根岸貴幸，主唱－永井真理子
片尾曲
「（中文：Stand by Me）」（第1話－第43話）
作詞：松本隆，作曲：矢萩涉，編曲：萩田光雄，主唱：姬乃樹理香
「（中文：一直在尋找笑容）」（第44話－第81話）
作詞、作曲、主唱：辛島美登里，編曲：若草惠
「少女時代」（第82話－第102話）
作詞、作曲、主唱：原由子，編曲：小林武史、桑田佳祐
該歌曲稍早在1988年原本是提供給齊藤由貴歌唱，後被此動畫作為片尾曲使用的時候由原由子親自翻唱。於動畫播出中，是以第1輪歌詞的前半接第2輪歌詞的後半，再接尾聲所構成。
「（中文：你總是在那裡）」（第103話－第124話）
作詞、作曲：LOU，編曲：松浦晃久、LAZY LOU's BOOGIE，主唱：LAZY LOU's BOOGIE
插入曲
「Rainy Lady PM.9」（第1話）
作詞、作曲、主唱：浦田健志，編曲：笹路正德
「（中文：非常喜歡的襯衫）」（第114話）
作詞、作曲、編曲：DOUBLE K'O' CORPORATION，主唱：渡邊滿里奈

#### 各話列表
| 話數 | 首播日期        | 日文標題 | 劇本     | 分鏡       | 演出       | 作畫監督        |
| ---- | --------------- | -------- | -------- | ---------- | ---------- | --------------- |
| 1    | 1989年 10月16日 |          | 井上敏樹 | 時田廣子   | 時田廣子   | 櫻井邦彥        |
| 2    | 10月23日        |          | 井上敏樹 | 山田勝久   | 山田勝久   | 濱崎博嗣        |
| 3    | 10月30日        |          | 井上敏樹 |            |            |                 |
| 4    | 11月6日         |          | 菅良幸   | 田純一     | 田純一     | 百瀨義行        |
| 5    | 11月13日        |          | 菅良幸   | 岡村豐     | 滑川悟     | 君塚勝教        |
| 6    | 11月20日        |          | 菅良幸   | 田純一     | 滑川悟     | 君塚勝教        |
| 7    | 11月27日        |          | 井上敏樹 | 森川滋     | 浦達彥     | 高希太郎        |
| 8    | 12月4日         |          | 井上敏樹 |            |            |                 |
| 9    | 12月11日        |          | 菅良幸   | 田純一     | 滑川悟     | 君塚勝教        |
| 10   | 12月18日        |          | 井上敏樹 | 田純一     | 田純一     | 櫻井邦彥        |
| 11   | 1990年 1月8日   |          | 高橋義昌 | 森川滋     | 滑川悟     | 君塚勝教        |
| 12   | 1月15日         |          | 菅良幸   | 藤原洋英   | 藤原洋英   | 栗原玲子        |
| 13   | 1月22日         |          | 井上敏樹 | 高坂希太郎 | 浦畑達彥   | 高希太郎        |
| 14   | 1月29日         |          | 菅良幸   | 千明孝一   | 千明孝一   | 君塚勝教        |
| 15   | 2月5日          |          | 井上敏樹 | 時田廣子   | 時田廣子   | 櫻井邦彥        |
| 16   | 2月12日         |          | 井上敏樹 |            |            | 佐藤雄三        |
| 17   | 2月19日         |          | 高橋義昌 | 森一浩     | 森一浩     | 君塚勝教        |
| 18   | 2月26日         |          | 菅良幸   | 藤原洋英   | 藤原洋英   | 栗原玲子        |
| 19   | 3月5日          |          | 井上敏樹 | 平田敏夫   | 平田敏夫   | 野田卓雄        |
| 20   | 3月12日         |          | 菅良幸   | 永丘昭典   | 浦田保則   | 佐藤雄三        |
| 21   | 3月19日         |          | 井上敏樹 | 芝田浩樹   | 森一浩     | 君塚勝教        |
| 22   | 4月16日         |          | 菅良幸   |            |            | 兼森義則        |
| 23   | 4月23日         |          | 菅良幸   | 時田廣子   | 時田廣子   | 櫻井邦彥        |
| 24   | 4月30日         |          | 井上敏樹 | 高希太郎   | 高希太郎   | 高希太郎        |
| 25   | 5月7日          |          | 高橋義昌 | 田純一     | 森一浩     | 君塚勝教        |
| 26   | 5月14日         |          | 高橋義昌 | 藤原洋英   | 藤原洋英   | 佐藤雄三        |
| 27   | 5月21日         |          | 井上敏樹 | 時田廣子   | 時田廣子   | 大久保富彥      |
| 28   | 5月28日         |          | 菅良幸   | 田純一     | 田純一     | 櫻井邦彥        |
| 29   | 6月4日          |          | 井上敏樹 | 芝田浩樹   | 浦田保則   | 君塚勝教        |
| 30   | 6月11日         |          | 菅良幸   |            |            |                 |
| 31   | 6月18日         |          | 高橋義昌 | 片山一良   | 片山一良   | 佐藤雄三        |
| 32   | 6月25日         |          | 井上敏樹 | 藤原洋英   | 藤原洋英   | 北尾勝          |
| 33   | 7月2日          |          | 菅良幸   | 田純一     | 田純一     | 君塚勝教        |
| 34   | 7月9日          |          | 菅良幸   | 芝田浩樹   | 浦達彥     | 大久保富彥      |
| 35   | 7月16日         |          | 井上敏樹 | 森川滋     | 森川滋     | 櫻井邦彥        |
| 36   | 7月23日         |          |          | 高希太郎   | 高希太郎   | 高希太郎        |
| 37   | 7月30日         |          | 井上敏樹 | 平田敏夫   | 平田敏夫   | 逢坂浩司        |
| 38   | 8月6日          |          | 菅良幸   | 森真琴     | 森真琴     | 君塚勝教        |
| 39   | 8月13日         |          | 菅良幸   | 田純一     | 田純一     | 佐藤雄三        |
| 40   | 8月20日         |          | 高橋義昌 | 淺香守生   | 淺香守生   | 北尾勝          |
| 41   | 8月27日         |          | 川崎裕之 | 福富博     | 福富博     | 君塚勝教        |
| 42   | 9月3日          |          | 井上敏樹 | 藤原洋英   | 藤原洋英   | 大久保富彥      |
| 43   | 9月17日         |          | 井上敏樹 | 森川滋     | 浦畑達彥   | 櫻井邦彥        |
| 44   | 10月15日        |          | 井上敏樹 | 時田廣子   | 時田廣子   | 兼森義則        |
| 45   | 10月22日        |          | 菅良幸   | 芝田浩樹   | 元永慶太郎 | 君塚勝教        |
| 46   | 10月29日        |          | 川崎裕之 | 田純一     | 田純一     | 高坂希太郎      |
| 47   | 11月5日         |          | 菅良幸   | 奧脇雅晴   | 神田直人   | 逢浩司          |
| 48   | 11月19日        |          | 井上敏樹 | 淺香守生   | 淺香守生   | 北尾勝          |
| 49   | 11月26日        |          | 井上敏樹 | 片山一良   | 浦達彥     | 櫻井邦彥        |
| 50   | 12月3日         |          | 菅良幸   | 藤原洋英   | 藤原洋英   | 君塚勝教        |
| 51   | 12月10日        |          | 井上敏樹 | 田純一     | 田純一     | 佐藤雄三        |
| 52   | 12月17日        |          | 井上敏樹 | 淺香守生   | 淺香守生   | 大久保富彥      |
| 53   | 1991年 1月7日   |          | 井上敏樹 | 島崎大基   | 神田直人   | 北尾勝          |
| 54   | 1月14日         |          | 井上敏樹 | 時田廣子   | 時田廣子   | 櫻井邦彥        |
| 55   | 1月21日         |          | 井上敏樹 | 時田廣子   | 時田廣子   | 櫻井邦彥        |
| 56   | 1月28日         |          | 井上敏樹 | 田純一     | 田純一     | 君塚勝教        |
| 57   | 2月4日          |          | 菅良幸   | 千明孝一   | 千明孝一   | 逢坂浩司        |
| 58   | 2月11日         |          | 川崎裕之 | 岡村豐     | 岡村豐     | 佐藤雄三        |
| 59   | 2月18日         |          | 川崎裕之 | 藤原洋英   | 藤原洋英   | 北尾勝          |
| 60   | 2月25日         |          | 菅良幸   | 淺香守生   | 淺香守生   | 君塚勝教        |
| 61   | 3月4日          |          | 川崎裕之 | 高坂希太郎 | 高坂希太郎 | 高坂希太郎      |
| 62   | 3月11日         |          | 菅良幸   | 島崎大基   | 浦畑達彥   | 櫻井邦彥        |
| 63   | 3月18日         |          | 川崎裕之 | 田純一     | 田純一     | 佐藤雄三        |
| 64   | 4月15日         |          | 井上敏樹 | 高遠和茂   | 元永慶太郎 | 君塚勝教        |
| 65   | 4月22日         |          | 菅良幸   | 大久保富彥 | 淺香守生   | 大久保富彥      |
| 66   | 4月29日         |          | 菅良幸   | 神田直人   | 神田直人   | 逢坂浩司        |
| 67   | 5月6日          |          | 川崎裕之 | 藤原洋英   | 藤原洋英   | 北尾勝          |
| 68   | 5月13日         |          | 川崎裕之 | 淺香守生   | 淺香守生   | 君塚勝教        |
| 69   | 5月27日         |          | 川崎裕之 | 森真琴     | 森真琴     | 櫻井邦彥        |
| 70   | 6月3日          |          | 菅良幸   | 田純一     | 田純一     | 高坂希太郎      |
| 71   | 6月10日         |          | 井上敏樹 | 高遠和茂   | 浦達彥     | 佐藤雄三        |
| 72   | 6月17日         |          | 井上敏樹 | 岡村豐     | 岡村豐     | 君塚勝教        |
| 73   | 6月24日         |          | 菅良幸   | 神田直人   | 神田直人   | 大久保富彥      |
| 74   | 7月1日          |          | 井上敏樹 | 藤原洋英   | 藤原洋英   | 北尾勝          |
| 75   | 7月8日          |          | 井上敏樹 | 時田廣子   | 時田廣子   | 逢坂浩司        |
| 76   | 7月15日         |          | 菅良幸   | 福富博     | 福富博     | 君塚勝教        |
| 77   | 7月22日         |          | 川崎裕之 | 田純一     | 田純一     | 櫻井邦彥        |
| 78   | 7月29日         |          | 川崎裕之 | 淺香守生   | 淺香守生   | 佐藤雄三        |
| 79   | 8月5日          |          | 井上敏樹 | 岡村豐     | 岡村豐     | 高希太郎        |
| 80   | 8月12日         |          | 菅良幸   | 神田直人   | 神田直人   | 君塚勝教        |
| 81   | 9月9日          |          | 川崎裕之 | 森真琴     | 森真琴     | 北尾勝          |
| 82   | 10月14日        |          | 菅良幸   | 藤原洋英   | 藤原洋英   | 佐藤雄三        |
| 83   | 10月21日        |          | 井上敏樹 | 大久保富彥 | 淺香守生   | 大久保富彥      |
| 84   | 10月28日        |          | 井上敏樹 | 田純一     | 田純一     | 君塚勝教        |
| 85   | 11月4日         |          | 菅良幸   | 奧雅晴     | 神田直人   | 櫻井邦彥        |
| 86   | 11月11日        |          | 菅良幸   | 淺香守生   | 淺香守生   | 北尾勝          |
| 87   | 11月18日        |          | 川崎裕之 | 岡村豐     | 岡村豐     | 佐藤雄三        |
| 88   | 11月25日        |          | 井上敏樹 | 藤原洋英   | 藤原洋英   | 君塚勝教        |
| 89   | 12月2日         |          | 川崎裕之 | 高希太郎   | 高希太郎   | 高希太郎 藤田榮 |
| 90   | 12月9日         |          | 菅良幸   | 時田廣子   | 時田廣子   | 阿部司          |
| 91   | 12月16日        |          | 川崎裕之 | 田純一     | 田純一     | 大久保富彥      |
| 92   | 1992年 1月6日   |          | 井上敏樹 | 神田直人   | 神田直人   | 君塚勝教        |
| 93   | 1月13日         |          | 井上敏樹 | 淺香守生   | 淺香守生   | 佐藤雄三        |
| 94   | 1月20日         |          | 川崎裕之 | 奧雅晴     | 淺香守生   | 北尾勝          |
| 95   | 1月27日         |          | 井上敏樹 | 滑川悟     | 滑川悟     | 高希太郎        |
| 96   | 2月3日          |          | 川崎裕之 | 福富博     | 淺香守生   | 佐藤雄三        |
| 97   | 2月10日         |          | 菅良幸   | 藤原洋英   | 藤原洋英   | 大久保富彥      |
| 98   | 2月17日         |          | 井上敏樹 | 山田勝久   | 山田勝久   | 君塚勝教        |
| 99   | 2月24日         |          | 菅良幸   | 森真琴     | 森真琴     | 北尾勝          |
| 100  | 3月2日          |          | 川崎裕之 | 神田直人   | 神田直人   | 佐藤雄三        |
| 101  | 3月9日          |          | 菅良幸   | 岡村天齋   | 岡村天齋   | 君塚勝教        |
| 102  | 3月16日         |          | 川崎裕之 | 淺香守生   | 淺香守生   | 高希太郎        |
| 103  | 4月13日         |          | 菅良幸   | 滑川悟     | 滑川悟     | 北尾勝          |
| 104  | 4月20日         |          | 井上敏樹 | 阿部司     | 阿部司     | 君塚勝教        |
| 105  | 4月27日         |          | 井上敏樹 | 田純一     | 田純一     | 藤田榮          |
| 106  | 5月4日          |          | 井上敏樹 | 藤原洋英   | 藤原洋英   | 佐藤雄三        |
| 107  | 5月11日         |          | 井上敏樹 | 大久保富彥 | 大久保富彥 | 大久保富彥      |
| 108  | 5月18日         |          | 井上敏樹 | 神田直人   | 神田直人   | 君塚勝教        |
| 109  | 5月25日         |          | 井上敏樹 | 淺香守生   | 淺香守生   | 高希太郎        |
| 110  | 6月1日          |          | 井上敏樹 | 滑川悟     | 滑川悟     | 北尾勝          |
| 111  | 6月8日          |          | 菅良幸   | 田純一     | 田純一     | 藤田榮          |
| 112  | 6月15日         |          | 菅良幸   | 阿部司     | 阿部司     | 君塚勝教        |
| 113  | 6月22日         |          | 菅良幸   | 森真琴     | 森真琴     | 大久保富彥      |
| 114  | 6月29日         |          | 菅良幸   | 神田直人   | 神田直人   | 高希太郎        |
| 115  | 7月6日          |          | 菅良幸   | 滑川悟     | 滑川悟     | 藤田榮          |
| 116  | 7月20日         |          | 菅良幸   | 田純一     | 田純一     | 大久保富彥      |
| 117  | 7月27日         |          | 菅良幸   | 阿部司     | 阿部司     | 高希太郎        |
| 118  | 8月3日          |          | 井上敏樹 | 神田直人   | 神田直人   | 藤田榮          |
| 119  | 8月17日         |          | 井上敏樹 | 滑川悟     | 滑川悟     | 櫻井邦彥        |
| 120  | 8月24日         |          | 井上敏樹 | 田純一     | 田純一     | 佐藤雄三        |
| 121  | 8月31日         |          | 井上敏樹 | 阿部司     | 阿部司     | 君塚勝教        |
| 122  | 9月7日          |          | 井上敏樹 | 岡村天齋   | 岡村天齋   | 大久保富彥      |
| 123  | 9月14日         |          | 井上敏樹 | 田純一     | 田純一     | 高坂希太郎      |
| 124  | 9月21日         |          | 井上敏樹 | 時田廣子   | 時田廣子   | 藤田榮          |

- 於日本電視系聯播網首播期間，曾因進行春天與秋天節目改編期、年末年始日本職棒巨人對戰役中繼實況轉播而休止。以及今上天皇即位之禮 (日本)當日（1990年11月12日）和世界田徑東京大會開辦時期（1991年8月26日、9月2日）的放送休止。尤其在1991年9月僅只播出一話（第81話；9月9日播出）。之後又在原本應播出動畫的時段改播突發性企劃的綜藝節目。

#### 播放電視台
※播放日期與時間、及播放系列的檔案資料以1992年5月中旬至6月上旬首播當時為主。
| 播放地區       | 播放電視台       | 播放時間                  | 播放系列                                 | 備註                                                                    |
| -------------- | ---------------- | ------------------------- | ---------------------------------------- | ----------------------------------------------------------------------- |
| 近畿廣域圈     | 讀賣電視台       | 星期一 19時30分－20時00分 | 日本電視台系列                           | 製作局                                                                  |
| 關東廣域圈     | 日本電視台       | 星期一 19時30分－20時00分 | 日本電視台系列                           |                                                                         |
| 北海道         | 札幌電視台       | 星期一 19時30分－20時00分 | 日本電視台系列                           |                                                                         |
| 青森縣         | 青森放送         | 星期一 19時30分－20時00分 | 日本電視台系列                           | 1991年9月朝日電視網與網路電視台放送。                                   |
| 岩手縣         | 岩手電視台       | 星期一 19時30分－20時00分 | 日本電視台系列                           |                                                                         |
| 宮城縣         | 宮城電視台       | 星期一 19時30分－20時00分 | 日本電視台系列                           |                                                                         |
| 秋田縣         | 秋田放送         | 星期一 19時30分－20時00分 | 日本電視台系列                           |                                                                         |
| 福島縣         | 福島中央電視台   | 星期一 19時30分－20時00分 | 日本電視台系列                           |                                                                         |
| 山梨縣         | 山梨放送         | 星期一 19時30分－20時00分 | 日本電視台系列                           |                                                                         |
| 新潟縣         | TV新潟放送網     | 星期一 19時30分－20時00分 | 日本電視台系列                           |                                                                         |
| 長野縣         | 信州電視台       | 星期一 19時30分－20時00分 | 日本電視台系列                           | 1991年3月朝日電視台系列與網路電視台放送。 星期日 7時30分－8時00分放映。 |
| 靜岡縣         | 靜岡第一電視台   | 星期一 19時30分－20時00分 | 日本電視台系列                           |                                                                         |
| 富山縣         | 北日本放送       | 星期一 19時30分－20時00分 | 日本電視台系列                           |                                                                         |
| 石川縣         | 金澤電視台       | 星期一 19時30分－20時00分 | 日本電視台系列                           | 從第22話開始放映。                                                      |
| 中京廣域圏     | 中京電視台       | 星期一 19時30分－20時00分 | 日本電視台系列                           |                                                                         |
| 鳥取縣・島根縣 | 日本海電視台     | 星期一 19時30分－20時00分 | 日本電視台系列                           | 1989年9月朝日電視台系列與網路電視台放送。                               |
| 廣島縣         | 廣島電視台       | 星期一 19時30分－20時00分 | 日本電視台系列                           |                                                                         |
| 德島縣         | 四國放送         | 星期一 19時30分－20時00分 | 日本電視台系列                           |                                                                         |
| 岡山縣、香川縣 | 西日本放送電視台 | 星期一 19時30分－20時00分 | 日本電視台系列                           |                                                                         |
| 愛媛縣         | 南海放送         | 星期一 19時30分－20時00分 | 日本電視台系列                           |                                                                         |
| 高知縣         | 高知放送         | 星期一 19時30分－20時00分 | 日本電視台系列                           |                                                                         |
| 福岡縣         | 福岡放送         | 星期一 19時30分－20時00分 | 日本電視台系列                           |                                                                         |
| 長崎縣         | 長崎國際電視台   | 星期一 19時30分－20時00分 | 日本電視台系列                           | 從第64話開始放映。                                                      |
| 熊本縣         | 熊本縣民電視台   | 星期一 19時30分－20時00分 | 日本電視台系列                           |                                                                         |
| 山形縣         | 山形放送         | 星期一 19時30分－20時00分 | 日本電視台系列 朝日電視台系列            |                                                                         |
| 福井縣         | 福井放送         | 星期一 19時30分－20時00分 | 日本電視台系列 朝日電視台系列            |                                                                         |
| 山口縣         | 山口放送         | 星期一 19時30分－20時00分 | 日本電視台系列 朝日電視台系列            |                                                                         |
| 大分縣         | 大分電視台       | 星期四 16時00分－16時30分 | 富士電視網 日本電視台系列 朝日電視台系列 |                                                                         |
| 宮崎縣         | 宮崎電視台       | 星期一 16時30分－17時00分 | 富士電視網 日本電視台系列 朝日電視台系列 |                                                                         |

### 電視動畫特別篇
《以柔克剛 特別篇  一直對你…。》（首播時間：1996年7月19日21時03分－22時54分）
為配合首播之後隔天7月20日開幕的亞特蘭大奧運，特別選在金曜ROAD SHOW！時段播出，內容為之前電視動畫未演到的原作完結篇，不一樣的是設定從原本的巴塞隆納奧運變更為亞特蘭大奧運。
播出時還有田村亮子（日本女柔道選手）客串解說員。故事主線的比賽放在柔與茱蒂的對決上，另外一場柔對決提莉斯科娃的比賽則完全刪除。還有，原作發生的邦子誘拐事件在此動畫改成一般車禍事故。收視率在關東地區是16.6%、關西地區17.9%

#### 製作人員
- 企畫：中谷敏夫（日语：中谷敏夫）、諏訪道彥、田旗、落合茂一
- 劇本：井上敏樹
- 人物設定：兼森義則（日语：兼森義則）、君塚勝教
- 作畫監督：君塚勝教
- 美術監督：池田祐二
- 攝影監督：山口仁（日语：山口仁）
- 音樂：森英治（日语：森英治）（PICASSO（日语：ピカソ (バンド)））
- 音響監督：浦上靖夫（日语：浦上靖夫）
- 音樂製作人：畑鐵也（PICASSO）
- 製作人：中谷敏夫、諏訪道彥、室永昭司、丸山正雄
- 導演、分鏡、演出：淺香守生
- 協助：全日本柔道聯盟（日语：全日本柔道連盟）、日本奧林匹克委員會
- 製作協助：MADHOUSE
- 製作：日本電視台、讀賣電視台、VAP、Kitty film

#### 主題歌
所有歌曲由坂井泉水作詞、ZARD主唱。後來亦在ZARD的專輯「TODAY IS ANOTHER DAY」收錄。
- 主題歌 「Today is another day」

作曲：織田哲郎，編曲：池田大介
- 插入歌「（中文：想要凝望著）」

作曲：栗林誠一郎，編曲：明石昌夫

### 劇場版動畫
《以柔克剛 上吧！懦怯的孩子們！》（1992年8月1日上映，片長60分鐘，配給：Argo Project），為依據作者原案的原創故事。

#### 製作人員
- 製作：田龍兒、伊地智啓、長谷川誠
- 企劃：落合茂一、諏訪道彥
- 製片人：諏訪道彥、鈴木聰、向井達也、小松茂明、丸山正雄
- 原作、原案：浦澤直樹
- 導演：時田廣子
- 劇本：井上敏樹
- 演出：淺香守生
- 作畫監督：君塚勝教
- 美術監督：池田祐二
- 音樂：佐久間正英（日语：佐久間正英）

#### 主題歌
主題歌「（中文：非常喜歡的襯衫）」
作詞、作曲、編曲：DOUBLE K'O' CORPORATION，主唱：渡邊滿里奈
此歌曲亦被做為電視動畫版第114話插入歌使用。
插入歌「WHAT'S THE PARADISE？」
作詞：岡田，作曲：松橋秀信，編曲、主唱：THE MINKS
2009年現在，DVD版僅供BOX與在北美版（北美版只收錄前面40話）販售，不提供出租用途（VHS版有提供販售和出租用途）。原本DVD版預定5-ACE形式跟「福星小子」分別展開銷售活動，結果以限定BOX的形式著落。

## 真人版電影
《以柔克剛》（1989年4月15日上映，片長97分鐘，配給：東寶、Mycal（今AEON RETAIL）
比動畫版更早推出的真人版電影，由淺香唯主演，其中還有真正的柔道家與職業摔角手客串演出。
| - 豬熊柔：淺香唯 - 豬熊滋悟郎：小林桂樹 - 豬熊虎滋郎：菅原文太 - 松田耕作：阿部寬 - 本阿彌沙也加：山下容莉枝 - 風祭進之介：竹內力 - 伊藤富士子：平山玲子 - 祐天寺豪造：常田富士男 - 本阿彌錦之介：石坂浩二 - 鴨田：仲本工事 - 山下泰裕：山下泰裕 - 山口香：山口香 - 前田日明：前田日明 - 高田延彥：高田延彥 - 馬淵： - 拉什萬：拉什萬 - 柳澤教練學長：中庸助 | - 製作總指揮：田中友幸、小林敏 - 製作：坂本幸夫、小倉齊 - 企劃：小倉齊 - 企劃協力：內山甲子郎 - 製片人：小田洋雄 - 導演：吉田一夫 - 副導演：山下賢章 - 劇本：關本郁夫 - 攝影：岸本正廣 - 音樂：矢島賢 - 音樂製作人：加藤要 - 美術：薩谷和夫 - 錄音：池田昇 - 照明：大澤暉男 - 剪輯：長田千鶴子 - 劇照：橋山直己 - 主題歌：淺香唯「NEVERLAND ～YAWARA！MAIN THEME～」 - 原聲帶：YAWARA！ 音樂原聲帶 |

### 同時上映
「冬物語」
- 出演：山本陽一（日语：山本陽一）、水野真紀、宮崎萬純（日语：宮崎萬純）
- 導演：倉內均（日语：倉内均）

## 電子遊戲
所有遊戲皆由SOFIX發售。
| 日文標題 | 中文標題  | 遊戲平台                        | 遊戲類型           | 發售日期      |
| --- | --------- | ------------------------------- | ------------------ | ------------- |
| YAWARA！ | 以柔克剛  | PC EngineCD-ROM2／SUPER CD-ROM2 | 數位漫畫（行動劇） | 1992年10月1日 |
| 遊戲內容均以電視動畫版表現出。並採用了電視動畫系列動畫師畫的原畫圖片在電子遊戲上、以及角色的聲音請動畫版配音員擔任。 至於遊戲的劇情則是重新再現漫畫單行本第1冊至第6冊的內容。物語則是以松田耕作的視野進展。 主題歌方面，都使用與電視動畫（第1－43話）的歌曲，OP是「」、ED是「」。                                          |           |                                 |                    |               |
| YAWARA！2 | 以柔克剛2 | PC EngineSUPER CD-ROM2兩對應    | 數位漫畫（行動劇） | 1994年9月23日 |
| 遊戲的類型與前作相同。但與前作不一樣的是劇情設在漢城（現名首爾）奧運終了，三葉女子短大在紫陽花盃得到優勝之後，物語改成以伊東富士子的視野進展。 另外本作追加了前作沒有的「對戰型柔道動作遊戲」「問答」「角色檔案資料庫」等等附加模式。 主題歌則是使用了電視動畫第4期（第103－124話）的歌曲，OP是「YOU AND I」、ED是「君」。 |           |                                 |                    |               |